# Kranskärl

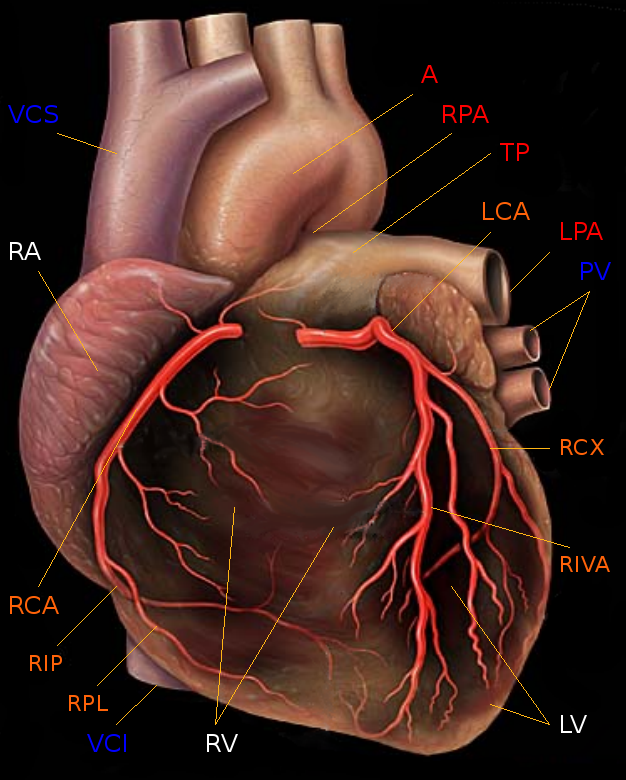
Mänskligt hjärta med höger och vänster kranskärl. RCA = Höger kranskärl (a. coronaria dx). LCA = Vänster kranskärl (a. coronaria sin). RCX = Ramus circumflexus a. coronariae sin. RIVA = Ramus interventricularis anterior. RV = höger kammare. LV = Vänster kammare.

Kranskärl är blodkärl på hjärtat som är ansvariga för att försörja hjärtmuskeln med närings- och syrerikt blod och att föra närings- och syrefattigt blod bort från hjärtmuskeln. Kranskärlen utgörs av artärer som kommer från aorta, samt vener som mynnar i koronarsinus mellan nedre hålvenen och högra atrioventrikulära öppningen.
Strax efter att aorta lämnat hjärtat, det vill säga precis ovanför aortaklaffen, finns en utvidgning, aortasinus, som ger ifrån sig höger och vänster kranskärl.
Kunskap om hur hjärtats olika kranskärl försörjer hjärtats olika väggar är viktigt för att förstå etiologin vid kranskärlsförträngningar, exempelvis orsakade av embolier, samt hur dessa kommer yttra sig vid olika diagnosmetoder som EKG eller auskultation.
Ett sätt att undersöka koronarkärlens funktion är en kranskärlsröntgen, där man sprutar in kontrastvätska i kranskärlen med hjälp av en kateter. Kontrastvätskan syns på röntgen, på så vis kan man åskådliggöra kranskärlens perfusion och hitta eventuella förträngningar, som man sedan kan behandla med ballongvidgning av det förträngda kärlet.

## Höger kranskärl
Höger kranskärl (arteria coronaria dextra) utgår ovanifrån högra cuspen i aortaklaffen, den går i högra atrioventrikulära fåran runtom hjärtat och slutar i det så kallade "hjärtkorset", crux, det vill säga platsen där interatriella, interventrikulära samt interatrioventrikulära väggarna möts på hjärtats baksida. Höger kranskärl ger ifrån sig ett antal grenkärl, där det posteriora (ramus interventricularis posterior), som löper ned mot hjärtspetsen i bakre interverventrikulära fåran, är viktigast för hjärtats blodförsörjning.
Höger kranskärl försörjer höger kammare, men även vissa delar av bakre delen av vänster kammare.
Viktiga grenar:
- Ramus interventricularis posterior

## Vänster kranskärl
Vänster kranskärl (arteria coronaria sinistra) utgår från aortasinus precis ovanför vänstra cuspen i aortaklaffen. Den syns på vänster sida om aorta, precis bakom truncus pulmonalis och avger tidigt två viktiga grenar:
- Ramus interventricularis anterior, som löper nerför hjärtats framsida i sulcus interventricularis anterior, det vill säga främre delen av fåran mellan vänster och höger kammare. Försörjer kammarseptum.
- Ramus circumflexus, som löper i fåran mellan vänster förmak och kammare; sulcus coronarius.

## Vener
Hjärtats venösa avflöde går genom tre viktiga vener:
- Vena cordis magna
- Vena cordis media
- Vena cordis parva

Dessa tre sluter samman i sinus coronarius på hjärtats baksida, ett kort kärl som mynnar i höger förmak.
På hjärtats framsida sker det venösa avflödet genom de så kallade venae cordis anteriores, som mynnar direkt i höger förmak.

## Koronarskleros
Vid koronarskleros, åderförkalkning, kan förträngningar uppstå i kranskärlen vilket försämrar blodtillförseln till hjärtmuskeln. Vid situationer när hjärtat behöver pumpa mer, exempelvis vid kroppsansträngning, kan blodtillflödet genom kranskärlen bli otillräckligt för att möta det ökade behovet. Detta leder till att syrebrist, ischemi, uppstår i hjärtat och uppfattas av patienten som kärlkramp - tryck eller smärta i bröstet som ger med sig i vila.  
Förträngningar eller så kallade "plack" i kranskärlen kan också bli säte för blodproppar som helt eller delvis hindrar blodflödet till hjärtmuskeln. De delar av hjärtmuskeln som försörjs av kärlet kan då drabbas av en infarkt med påföljande nekros.

## Galleri

Kranskärlen i röd text och övriga strukturer i blå text
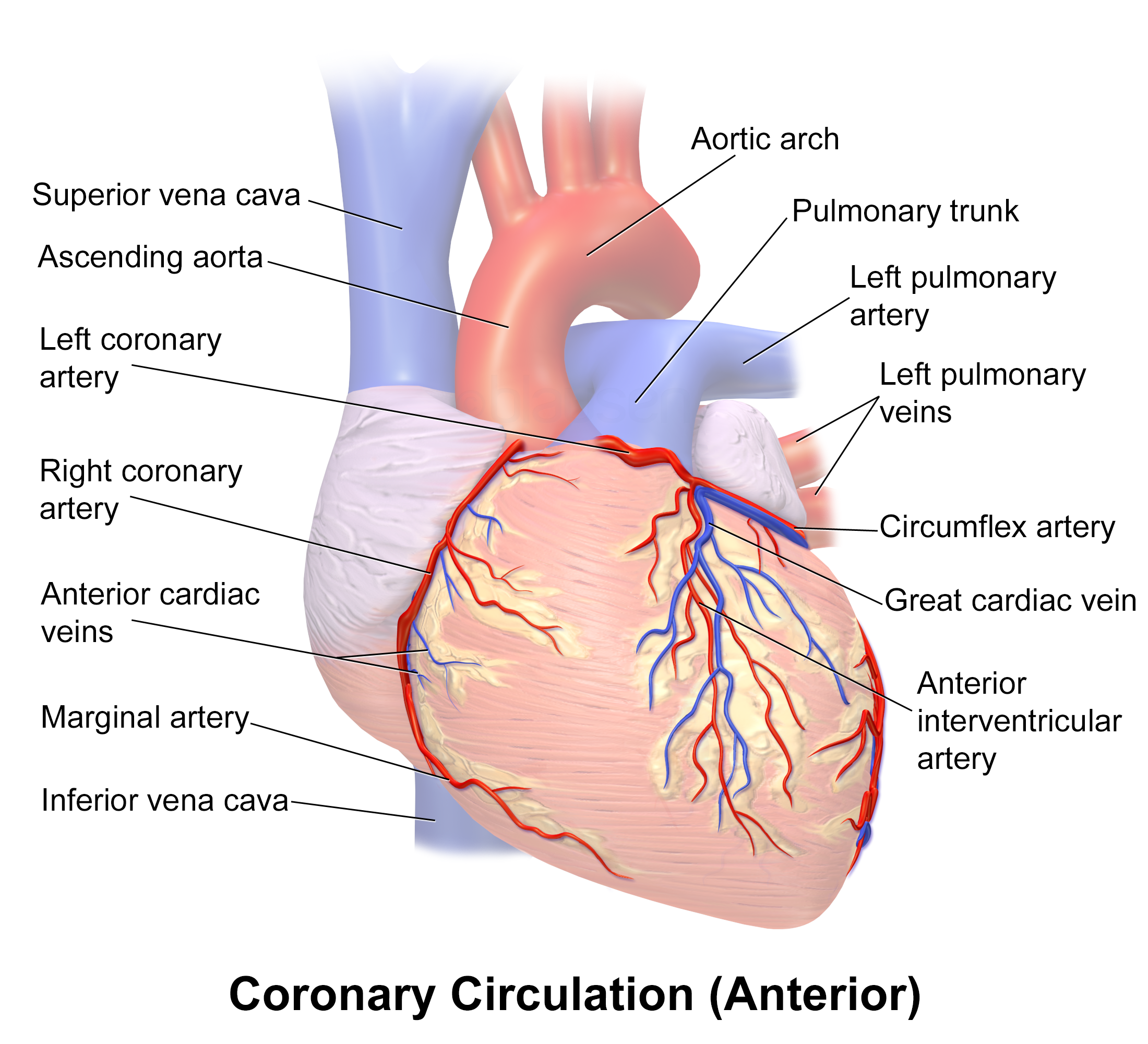
Anterior vy av kranskärlen
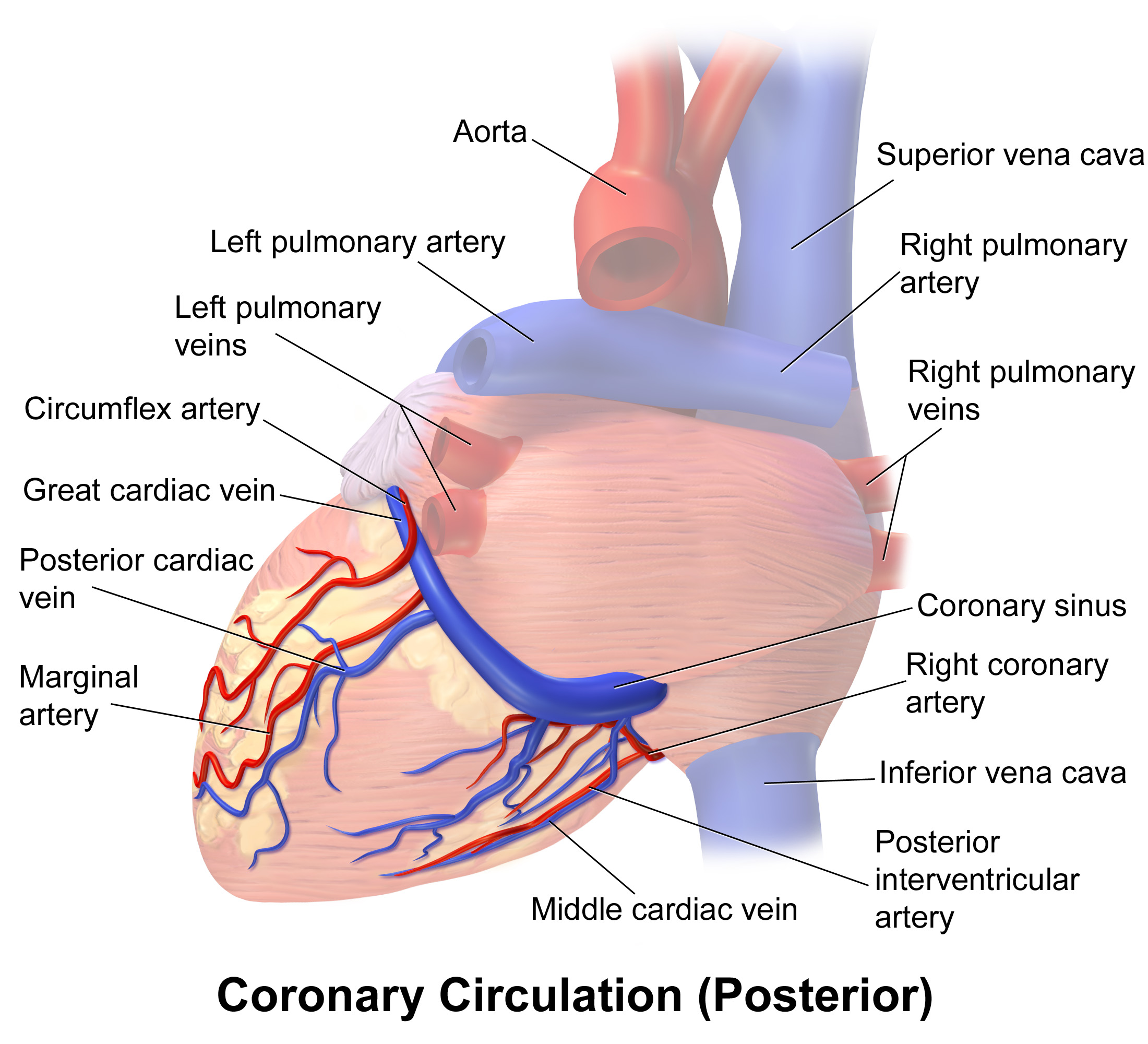
Posterior vy av kranskärlen
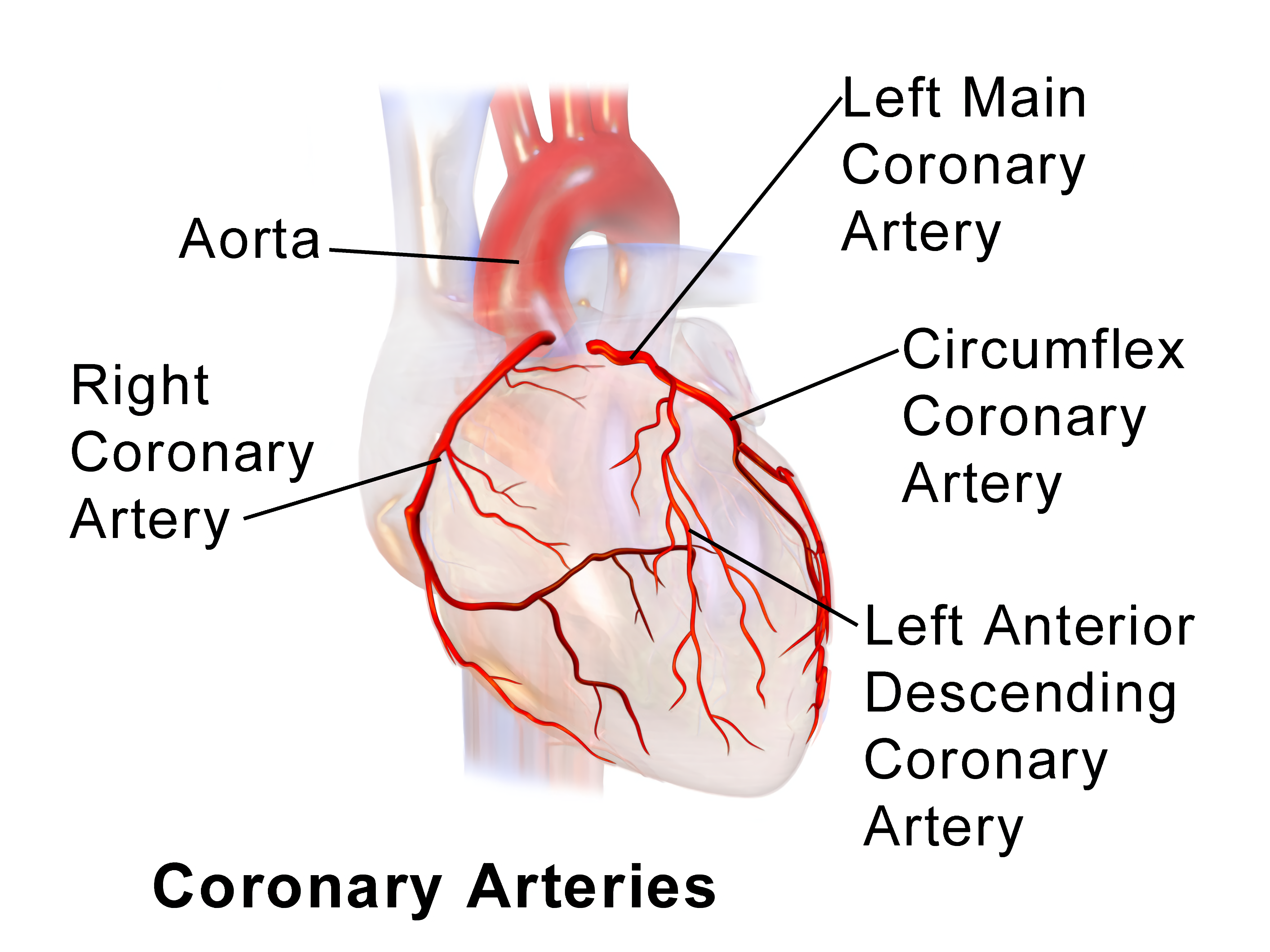
Kranskärlen framifrån
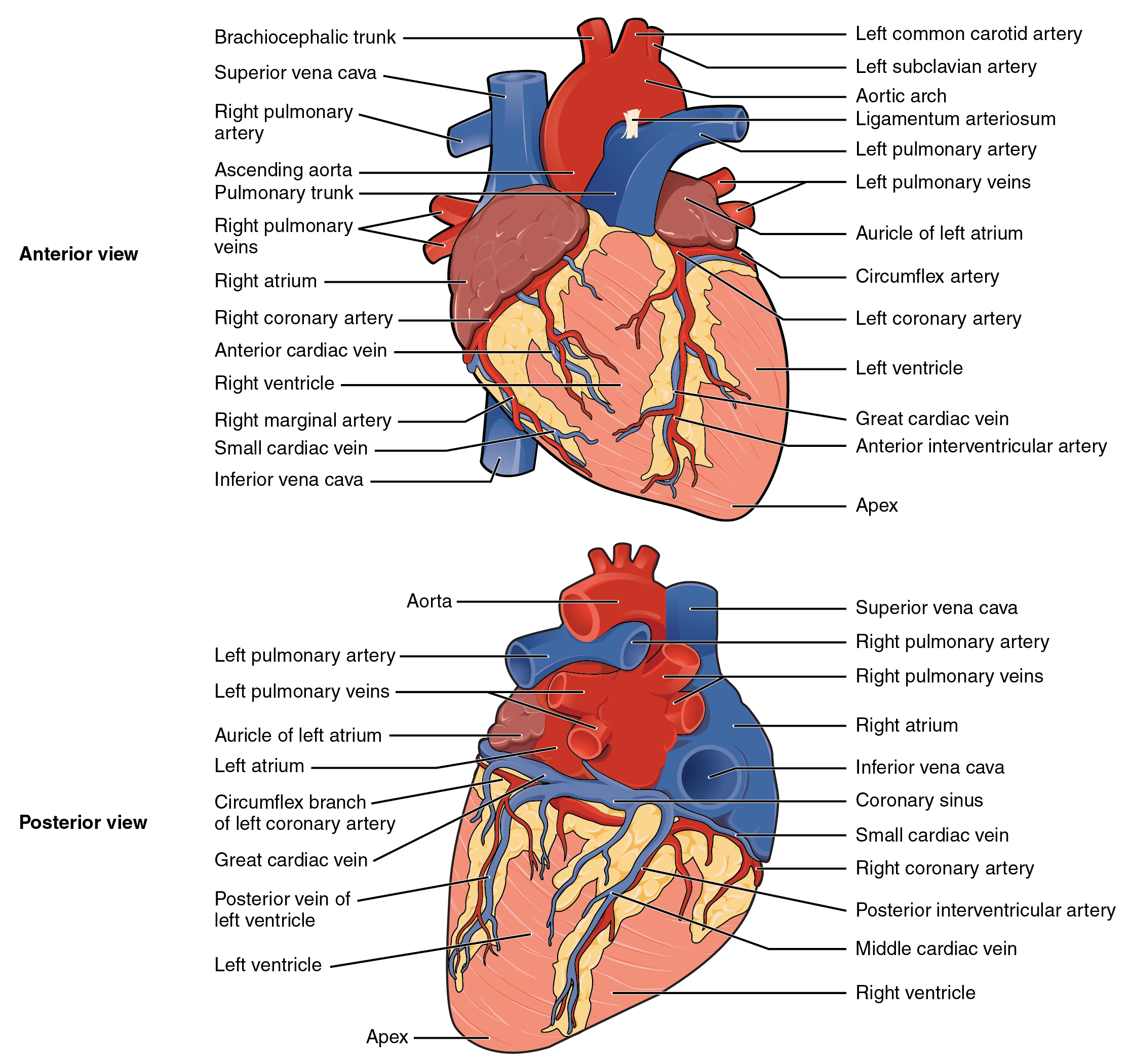
Människans hjärta sedd framifrån och bakifrån